# Giro di Svizzera 1991
Il Giro di Svizzera 1991, cinquantacinquesima edizione della corsa, si svolse dal 18 al 28 giugno su un percorso di 1 921 km ripartiti in 10 tappe e un cronoprologo, con partenza a Sankt Gallen e arrivo a Zurigo. Fu vinto dal belga Luc Roosen della Tulip davanti allo svizzero Pascal Richard e allo statunitense Andrew Hampsten.

## Tappe
| Tappa  | Data      | Percorso                                        | km   | Vincitore di tappa   | Leader cl. generale  |
| ------ | --------- | ----------------------------------------------- | ---- | -------------------- | -------------------- |
| Prol.  | 18 giugno | Sankt Gallen > Sankt Gallen (cron. individuale) | 1,66 | Jean-Claude Leclercq | Jean-Claude Leclercq |
| 1ª     | 19 giugno | Sankt Gallen > Sankt Gallen                     | 190  | Heinz Imboden        | Jean-Claude Leclercq |
| 2ª     | 20 giugno | Sankt Gallen > Bad Scuol                        | 172  | Luc Roosen           | Luc Roosen           |
| 3ª     | 21 giugno | Bad Scuol > Giornico                            | 228  | Heinz Imboden        | Luc Roosen           |
| 4ª     | 22 giugno | Locarno > Altdorf                               | 176  | Jan Nevens           | Luc Roosen           |
| 5ª     | 23 giugno | Bürglen > Klausenpass (cron. individuale)       | 22,4 | Robert Millar        | Luc Roosen           |
| 6ª     | 24 giugno | Bürglen > Ulrichen                              | 252  | Franco Vona          | Luc Roosen           |
| 7ª     | 25 giugno | Oberwald > Ginevra                              | 256  | Olaf Ludwig          | Luc Roosen           |
| 8ª     | 26 giugno | Ginevra > Murten                                | 202  | Phil Anderson        | Luc Roosen           |
| 9ª     | 27 giugno | Murten > Basilea                                | 206  | Rolf Sörensen        | Luc Roosen           |
| 10ª    | 28 giugno | Basilea > Zurigo                                | 215  | Stefano Colagè       | Luc Roosen           |
| Totale | Totale    | Totale                                          | 1921 |                      |                      |

## Dettagli delle tappe

### Prologo
- 18 giugno: Sankt Gallen > Sankt Gallen (cron. individuale) – 1,66 km

| Pos. | Corridore            | Squadra   | Tempo |
| ---- | -------------------- | --------- | ----- |
| 1    | Jean-Claude Leclercq | Helvetia  | 3'29" |
| 2    | Steven Rooks         | Buckler   | a 1"  |
| 3    | Maurizio Fondriest   | Panasonic | a 2"  |

| Pos. | Corridore            | Squadra   | Tempo |
| ---- | -------------------- | --------- | ----- |
| 1    | Jean-Claude Leclercq | Helvetia  | 3'29" |
| 2    | Steven Rooks         | Buckler   | a 1"  |
| 3    | Maurizio Fondriest   | Panasonic | a 2"  |

### 1ª tappa
- 19 giugno: Sankt Gallen > Sankt Gallen – 190 km

| Pos. | Corridore         | Squadra   | Tempo    |
| ---- | ----------------- | --------- | -------- |
| 1    | Heinz Imboden     | Helvetia  | 4h49'40" |
| 2    | Olaf Ludwig       | Panasonic | a 3"     |
| 3    | Eric Vanderaerden | Buckler   | s.t.     |

| Pos. | Corridore            | Squadra   | Tempo    |
| ---- | -------------------- | --------- | -------- |
| 1    | Jean-Claude Leclercq | Helvetia  | 4h53'12" |
| 2    | Maurizio Fondriest   | Panasonic | a 2"     |
| 3    | Steven Rooks         | Buckler   | s.t.     |

### 2ª tappa
- 20 giugno: Sankt Gallen > Bad Scuol – 172 km

| Pos. | Corridore      | Squadra  | Tempo    |
| ---- | -------------- | -------- | -------- |
| 1    | Luc Roosen     | Tulip    | 4h23'57" |
| 2    | Rolf Gölz      | Ariostea | a 56"    |
| 3    | Pascal Richard | Helvetia | s.t.     |

| Pos. | Corridore      | Squadra  | Tempo    |
| ---- | -------------- | -------- | -------- |
| 1    | Luc Roosen     | Tulip    | 9h17'25" |
| 2    | Pascal Richard | Helvetia | a 52"    |
| 3    | Rolf Gölz      | Ariostea | a 54"    |

### 3ª tappa
- 21 giugno: Bad Scuol > Giornico – 228 km

| Pos. | Corridore     | Squadra   | Tempo    |
| ---- | ------------- | --------- | -------- |
| 1    | Heinz Imboden | Helvetia  | 6h18'07" |
| 2    | Jens Heppner  | Panasonic | a 44"    |
| 3    | Robert Matwew | Telekom   | s.t.     |

| Pos. | Corridore      | Squadra  | Tempo     |
| ---- | -------------- | -------- | --------- |
| 1    | Luc Roosen     | Tulip    | 15h36'51" |
| 2    | Pascal Richard | Helvetia | a 52"     |
| 3    | Rolf Gölz      | Ariostea | a 54"     |

### 4ª tappa
- 22 giugno: Locarno > Altdorf – 176 km

| Pos. | Corridore       | Squadra   | Tempo    |
| ---- | --------------- | --------- | -------- |
| 1    | Jan Nevens      | Lotto     | 4h28'33" |
| 2    | Miguel Arroyo   | Z-Peugeot | s.t.     |
| 3    | Andrew Hampsten | Motorola  | a 3"     |

| Pos. | Corridore      | Squadra      | Tempo     |
| ---- | -------------- | ------------ | --------- |
| 1    | Luc Roosen     | Tulip        | 15h36'51" |
| 2    | Pascal Richard | Helvetia     | a 52"     |
| 3    | Daniel Wyder   | Selle Italia | a 1'00"   |

### 5ª tappa
- 23 giugno: Bürglen > Klausenpass (cron. individuale) – 22,4 km

| Pos. | Corridore       | Squadra   | Tempo   |
| ---- | --------------- | --------- | ------- |
| 1    | Robert Millar   | Z-Peugeot | 54'33"  |
| 2    | Andrew Hampsten | Motorola  | a 37"   |
| 3    | Eddy Bouwmans   | Panasonic | a 1'16" |

| Pos. | Corridore      | Squadra      | Tempo     |
| ---- | -------------- | ------------ | --------- |
| 1    | Luc Roosen     | Tulip        | 21h09'14" |
| 2    | Pascal Richard | Helvetia     | a 33"     |
| 3    | Daniel Wyder   | Selle Italia | a 2'04"   |

### 6ª tappa
- 24 giugno: Bürglen > Ulrichen – 252 km

| Pos. | Corridore          | Squadra           | Tempo    |
| ---- | ------------------ | ----------------- | -------- |
| 1    | Franco Vona        | Jolly Componibili | 6h56'09" |
| 2    | Robert Millar      | Z-Peugeot         | a 1'42"  |
| 3    | Maurizio Fondriest | Panasonic         | a 3'22"  |

| Pos. | Corridore       | Squadra  | Tempo     |
| ---- | --------------- | -------- | --------- |
| 1    | Luc Roosen      | Tulip    | 28h08'45" |
| 2    | Pascal Richard  | Helvetia | a 33"     |
| 3    | Andrew Hampsten | Motorola | a 2'33"   |

### 7ª tappa
- 25 giugno: Oberwald > Ginevra – 256 km

| Pos. | Corridore        | Squadra      | Tempo    |
| ---- | ---------------- | ------------ | -------- |
| 1    | Olaf Ludwig      | Panasonic    | 5h45'40" |
| 2    | Étienne De Wilde | Histor-Sigma | s.t.     |
| 3    | Sean Yates       | Motorola     | s.t.     |

| Pos. | Corridore       | Squadra  | Tempo     |
| ---- | --------------- | -------- | --------- |
| 1    | Luc Roosen      | Tulip    | 33h55'05" |
| 2    | Pascal Richard  | Helvetia | a 33"     |
| 3    | Andrew Hampsten | Motorola | a 2'33"   |

### 8ª tappa
- 26 giugno: Ginevra > Murten – 202 km

| Pos. | Corridore     | Squadra  | Tempo    |
| ---- | ------------- | -------- | -------- |
| 1    | Phil Anderson | Motorola | 5h07'55" |
| 2    | Rolf Sörensen | Ariostea | s.t.     |
| 3    | Ron Kiefel    | Motorola | a 1'08"  |

| Pos. | Corridore       | Squadra  | Tempo     |
| ---- | --------------- | -------- | --------- |
| 1    | Luc Roosen      | Tulip    | 39h06'45" |
| 2    | Pascal Richard  | Helvetia | a 33"     |
| 3    | Andrew Hampsten | Motorola | a 2'33"   |

### 9ª tappa
- 27 giugno: Murten > Basilea – 206 km

| Pos. | Corridore         | Squadra  | Tempo    |
| ---- | ----------------- | -------- | -------- |
| 1    | Rolf Sörensen     | Ariostea | 5h22'04" |
| 2    | Eric Vanderaerden | Buckler  | a 22"    |
| 3    | Sean Kelly        | PDM      | s.t.     |

| Pos. | Corridore       | Squadra  | Tempo     |
| ---- | --------------- | -------- | --------- |
| 1    | Luc Roosen      | Tulip    | 44h29'11" |
| 2    | Pascal Richard  | Helvetia | a 33"     |
| 3    | Andrew Hampsten | Motorola | a 2'33"   |

### 10ª tappa
- 28 giugno: Basilea > Zurigo – 215 km

| Pos. | Corridore       | Squadra   | Tempo    |
| ---- | --------------- | --------- | -------- |
| 1    | Stefano Colagè  | ZG Mobili | 5h45'57" |
| 2    | Jim Van De Laer | Tulip     | a 2'20"  |
| 3    | Felice Puttini  | Bleiker   | s.t.     |

| Pos. | Corridore       | Squadra  | Tempo     |
| ---- | --------------- | -------- | --------- |
| 1    | Luc Roosen      | Tulip    | 50h18'20" |
| 2    | Pascal Richard  | Helvetia | a 33"     |
| 3    | Andrew Hampsten | Motorola | a 2'33"   |

## Classifiche finali

### Classifica generale
| Pos. | Corridore       | Squadra             | Tempo     |
| ---- | --------------- | ------------------- | --------- |
| 1    | Luc Roosen      | Tulip               | 50h18'20" |
| 2    | Pascal Richard  | Helvetia-La Suisse  | a 33"     |
| 3    | Andrew Hampsten | Motorola            | a 2'33"   |
| 4    | Miguel Arroyo   | Z-Peugeot           | a 4'11"   |
| 5    | Robert Millar   | Z-Peugeot           | a 6'33"   |
| 6    | Eddy Bouwmans   | Panasonic-Sportlife | a 9'25"   |
| 7    | Giorgio Furlan  | Ariostea            | a 10'42"  |
| 8    | Bruno Cornillet | Z-Peugeot           | a 13'00"  |
| 9    | Jerome Simon    | Z-Peugeot           | a 14'12"  |
| 10   | Udo Bölts       | Telekom             | a 14'42"  |